# Sven Ryman

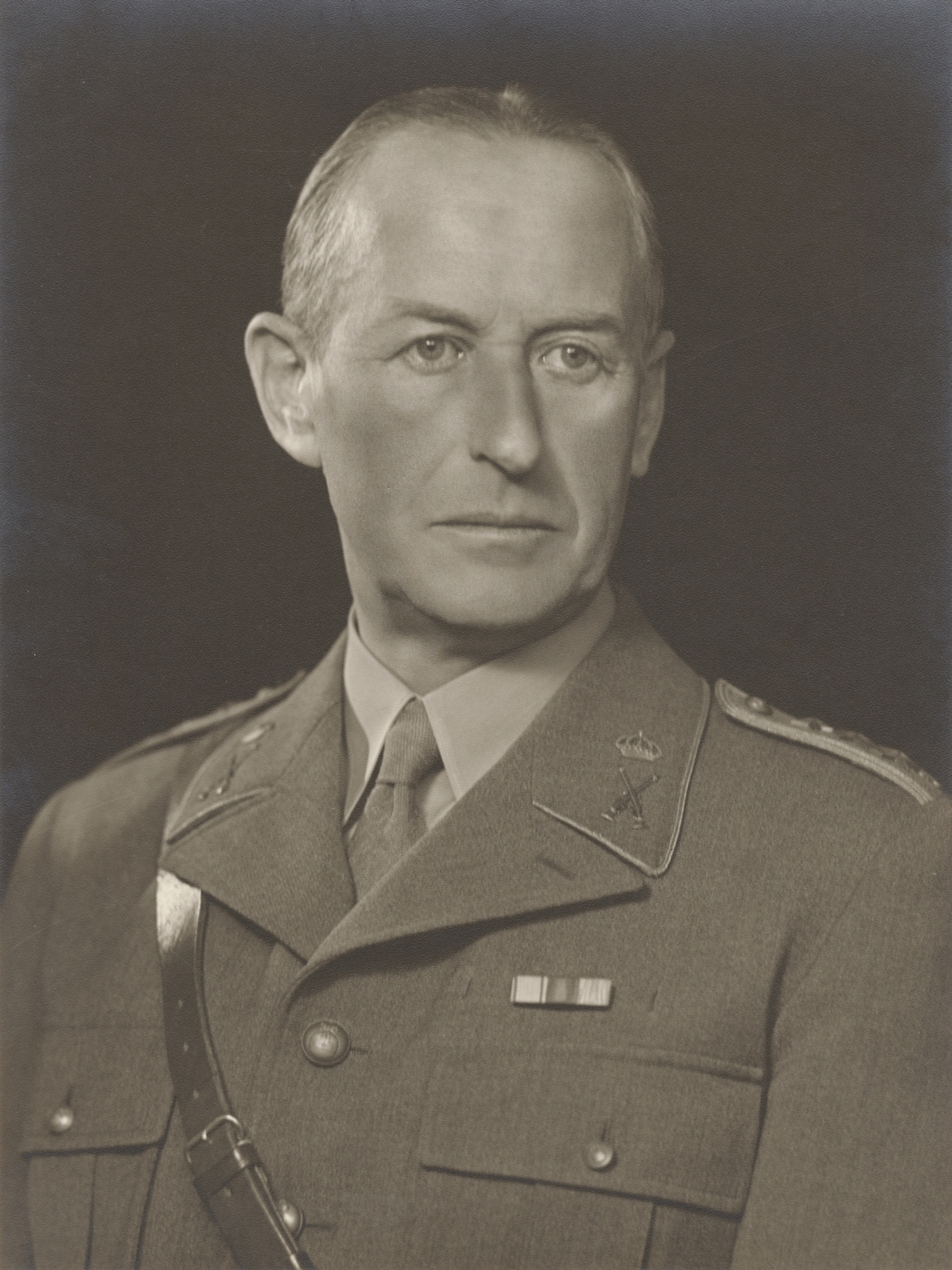
Sven Ryman.

Frans Sven August Ryman, född den 3 augusti 1889 i Skövde, död där den 13 juni 1951, var en svensk militär. Han var son till Harald Ryman.
Ryman avlade studentexamen i Skara 1908. Han blev underlöjtnant vid Skaraborgs regemente 1910, löjtnant där 1915, kapten 1925 och vid generalstaben 1930.  Ryman var lärare vid infanteriskjutskolan 1928–1930 och stabschef vid Västra arméfördelningen 1931–1934. Han blev major vid generalstaben 1933 och vid Upplands regemente 1934, överstelöjtnant vid Hälsinge regemente 1936, överste och chef för arméns underofficersskola 1939 och för Upplands regemente 1940, generalmajor 1944, inspektör för infanteriet och kavalleriet 1942 samt för armén 1944. Han var militärområdesbefälhavare för Västra militärområdet 1949–1950. Ryman var hedersledamot vid Västgöta nation i Uppsala. Han blev ledamot av Krigsvetenskapsakademien 1943. Ryman blev riddare av Svärdsorden 1931 och av Vasaorden 1937 samt kommendör av andra klassen av Svärdsorden 1942 och kommendör av första klassen 1944. Han vilar i sin familjegrav på Sankt Sigfrids kyrkogård i Skövde.